# سكوت ار فيشر
سكوت آر فيشر فنان مؤثرات بصرية أمريكي.
فاز في حفل توزيع جوائز الأوسكار السابع والثمانين عن عمله في فيلم بين النجوم . كان هذا في فئة أفضل مؤثرات بصرية . تمت مشاركة ترشيحه مع بول فرانكلين وأندرو لوكلي وإيان هانتر .  يعيش مع زوجته ميليسا وأطفاله كارسون وجافين وابنة أخته كندرا فريك في وادي سيمي.

## فيلموغرافيا مختارة
- إجمالي استدعاء (1990)
- المنهي 2: يوم القيامة (1991)
- The Last of the Mohicans (1992)
- Last Action Hero (1993)
- ترو لايز (1994)
- باتمان للأبد (1995)
- تايتانيك (1997)
- نهاية الأيام (1999)
- الذكاء الاصطناعي (2001)
- Men in Black II (2002)
- تقرير الأقلية (2002)
- الهيكل (2003)
- سلسلة الأحداث المؤسفة لليموني سنيكيت (2004)
- فان هيلسينج (2004)
- قراصنة الكاريبي: صندوق الرجل الميت (2006)
- قصص ما قبل النوم (2008)
- الشفق (2008)
- التأسيس (2010)
- X-Men: First Class (2011)
- جون كارتر (2012)
- صعود فارس الظلام (2012)
- غضب (2014)
- بين النجوم (2014)
- فرقة انتحارية (2016)
- دونكيرك (2017)